# Niqueurs-nés
 Pour plus de détails, voir Fiche technique et Distribution
Niqueurs-nés est un film pornographique sorti en 1999 de Fred Coppula parodiant le film Tueurs nés.

## Synopsis
ceci est une parodie de Tueurs nés en Erotique.

## Fiche technique
- Titre : Niqueurs-nés
- Réalisateur : Fred Coppula
- Directeur de production :
- Directeur photo :
- Musique : Tilt
- Production et distribution : Blue One
- Durée : 109 min.
- Date de sortie : 1999
- Pays :  France
- Genre : Film pornographique
- Interdit aux moins de 18 ans

## Distribution
- Océane
- Ian Scott
- Karen Lancaume
- Lisa Crawford
- Patrice Cabanel
- Penelope
- Eva
- Nathalie Dune
- Maeva Exel
- Illona
- Kevin Long
- Gilles Stuart
- Bruno Sx
- Hélène Sylver

## Récompenses
- Hot d'or 1999 :
  - Meilleur nouveau réalisateur européen (Fred Coppula)
  - Meilleur film français - Moyen budget
  - Meilleur remake ou adaptation